# Bringing Back The Balls Tour
Bringing Back The Balls Tour es un tour de la banda de hard rock Lordi, que comenzó el 3 de marzo de 2006. La gira comenzó en Finlandia, donde continuó hasta que finalizara el 13 de abril en 2007 en Japón.

## Bringing Back The Balls To Finland
- 3 de marzo - Rytmikorjaamo, Seinäjoki, Finlandia
- 4 de marzo - Finlandia Klubi, Lahti, Finlandia
- 11 de marzo - Nosturi, Helsinki, Finlandia
- 16 de marzo - Klubi, Tampere, Finlandia
- 17 de marzo - Tivoli, Rovaniemi, Finlandia
- 18 de marzo - Teatria, Oulu, Finlandia
- 31 de marzo - Lutakko, Jyväskylä, Finlandia
- 1 de abril - Qmaa, Lapua, Finlandia
- 28 de abril - Sirkus, Hämeenlinna, Finlandia
- 26 de mayo - Kauppatori, Helsinki, Finlandia
- 9 de junio - Lappi Areena, Rovaniemi, Finlandia
- 10 de junio - Killerirock, Jyväskylä, Finlandia
- 10 de junio - Sauna Open Air, Tampere, Finlandia
- 18 de junio - Myötätuulirock, Vantaa, Finlandia
- 21 de junio - Baggö, Tammisaari, Finlandia
- 22 de junio - Raumanmeren Juhannus, Rauma, Finlandia
- 23 de junio - Joensuun Juhannus Festival, Joensuu, Finlandia
- 24 de junio - Kalajoen Juhannus, Kalajoki, Finlandia
- 1 de julio - MiljoonaRock, Tuuri, Finlandia
- 7 de julio - Ruisrock, Turku, Finlandia
- 14 de julio - Rockperry, Vaasa, Finlandia
- 22 de julio - Saapasjalka Rock, Pihtipudas, Finlandia
- 23 de julio - Rockoff, Mariehamn, Finlandia
- 18 de agosto - Umpitunneli, Tornio, Finlandia
- 19 de agosto - Tuiskula, Nivala, Finlandia
- 20 de agosto - Heinolassa Jyrää 2006, Heinola, Finlandia
- 26 de agosto - The Voice ?06 concert, Helsinki, Finlandia
- 1 de septiembre - NRJ In The Park, Turku, Finlandia
- 14 de septiembre - Elämä Lapselle, Helsinki, Finlandia
- 4 de noviembre - Kaapelitehdas, Helsinki, Finlandia

## Bringing Back The Balls To Europe
- 16 de septiembre - Annexet, Estocolmo, Suecia
- 19 de septiembre - Lisebergshallen, Gotemburgo, Suecia
- 20 de septiembre - Baltiska Hallen, Malmö, Suecia
- 21 de septiembre - Amager Bio, Copenhague, Dinamarca
- 23 de septiembre - Club X, Herford, Alemania
- 24 de septiembre - Postbahnhof, Berlín, Alemania
- 25 de septiembre - Markthalle, Hamburgo, Alemania
- 27 de septiembre - Longhorn LKA, Stuttgart, Alemania
- 28 de septiembre - Live Music Hall, Colonia, Alemania
- 30 de septiembre - Stadthalle, Saarburg, Alemania
- 1 de octubre - Werk 2, Leipzig, Alemania
- 2 de octubre - Georg Elser Halle, Münich, Alemania
- 4 de octubre - X-tra Limmathaus, Zürich, Suiza
- 6 de octubre - New Estragon Club, Bolonia, Italia
- 10 de octubre - Orpheum, Graz, Austria
- 11 de octubre - Arena, Vienna, Austria
- 22 de octubre - Hof ter Lo, Antwerpen, Bélgica
- 24 de octubre - L’Elysee Montmartre, París, Francia
- 25 de octubre - Melkweg, Ámsterdam, Holanda
- 26 de octubre - Rock City, Nottingham, Reino Unido
- 27 de octubre - Academy, Birmingham, Reino Unido
- 29 de octubre - Academy, Manchester, Reino Unido
- 30 de octubre - The Carling Academy, Glasgow, Reino Unido
- 31 de octubre - The Forum, Londres, Reino Unido

## Bringing Back The Balls To Baltia
- 21 de febrero - Siemens Arena, Vilnius, Lituania
- 22 de febrero - Micheal Centre, Klaipeda, Lituania
- 23 de febrero - Sports Hall, Kaunas, Lituania
- 24 de febrero - Saku Suurhalli, Tallinn, Estonia
- 25 de febrero - Sapnu Fabrika, Riga, Letonia

## Bringing Back The Balls To Japan
- 9 de abril - Shibuya O-East, Tokio, Japón
- 11 de abril - Shibuya O-East, Tokio, Japón
- 12 de abril - IMP Hall, Osaka, Japón
- 13 de abril - Shimun-kaikin Chu-Hall, Nagoya, Japón